# آبگرمو (بم)
آبگرمو ۱، روستایی از توابع بخش روداب (دهستان روداب غربی) شهرستان نرماشیر در استان کرمان ایران است.

## جمعیت
این روستا در دهستان روداب غربی قرار دارد و براساس سرشماری مرکز آمار ایران در سال ۱۳۸۵، جمعیت آن ۳۶ نفر (۱۱خانوار) بوده‌است.